# Promise (canção dos Voyager)
"Promise" é uma canção da banda australiana de rock progressivo Voyager, lançada a 21 de fevereiro de 2023. A música representou a Austrália no Festival Eurovisão da Canção de 2023 após a banda ter sido selecionada internamente pela Rádio e Televisão Pública da Austrália (SBS). A música foi incluída no 8.º álbum de estúdio da banda, Fearless in Love, e entrou nas paradas da Austrália, Reino Unido, Finlândia, Islândia, Lituânia e Suécia.

## Festival Eurovisão da Canção
A 14 de novembro de 2022, a televisão pública australiana (SBS) anunciou que selecionaria internamente o concorrente para o Festival Eurovisão da Canção de 2023, renunciando ao programa de seleção Eurovision – Australia Decides que a emissora organizava desde 2019.
A 20 de fevereiro de 2023, anunciaram que os Voyager com a música Promise tinham sido selecionados.